# Ljudmila Narusova
Ljudmila Borisovna Narusova (in russo Людмила Борисовна Нарусова?; Brjansk, 2 maggio 1951) è una politica, docente e conduttrice televisiva russa.

## Biografia
È nata a Brjansk nel 1951, nell'allora Repubblica Socialista Federativa Sovietica Russa, da Boris Narusov, ebreo ex comandante di plotone dell'Armata Rossa e poi direttore della scuola per sordi della città, e Valentina Narusova nata Chlebosolova. Dopo aver conseguito il diploma è entrata presso la Facoltà di Storia dell'Università statale di Leningrado dove ha conseguito un dottorato in scienze storiche. Tra il 1978 e il 1981 ha anche insegnato presso la medesima facoltà per poi passare, tra il 1981 e il 1996, come professoressa associata al dipartimento di storia dell'Istituto statale di cultura di Leningrado (ridenominato nel 1993 in Università statale di cultura e arti di San Pietroburgo).
Il suo primo ingresso in politica è avvenuto nel 1995 con l'elezione alla Duma di Stato nelle file del partito Nostra Casa Russia nella circoscrizione di San Pietroburgo; nel suo primo mandato ha fatto parte della Commissione per le donne, le famiglie e i giovani. Ha tentato la rielezione nel collegio di Brjansk perdendo contro il candidato uscente del Partito Comunista Vasilij Šandybin.

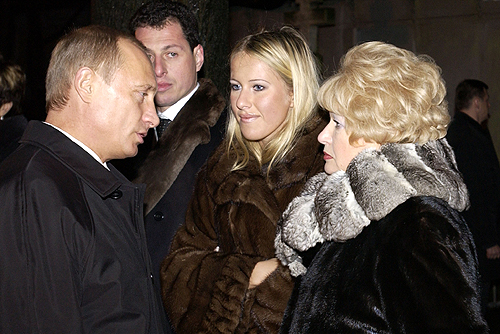
Vladimir Putin (a sinistra) con Ljudmila Narusova (a sinistra) e Ksenija Sobčak

A partire dal 2000 conduce il programma televisivo Svoboda slova (letteralmente libertà di parola) trasmesso dall'emittente televisiva regionale di San Pietroburgo della VGTRK mentre per un breve periodo nel 2002 ha partecipato al talk show Cena uspecha, in onda sul canale RTR, in coppia con Fëdor Pavlov-Andreevič. Tra il 2000 e il 2002 ha inoltre ricoperto diversi ruoli in fondazioni e associazioni riguardanti la memoria e il risarcimento per l'Olocausto. A marzo 2007 ha iniziato a condurre il programma Komnata otdycha per l'emittente NTV.
Nel 2002 è stata eletta al Consiglio federale in rappresentanza della Repubblica di Tuva, sostituendo Čanmyr Udumbara; nel Consiglio federale ha fatto parte della commissione scienza, cultura, istruzione, salute ed ecologia e di quella sulla politica dell'informazione. Nel 2010 è rimasta nel Consiglio federale ma in rappresentanza dell'oblast' di Brjansk fino a quando nel 2012 il governatore della regione Nikolaj Denin non le ha revocato le deleghe.
Dopo le dimissioni di Mergen Ooržak, eletto alla Duma di Stato, Narusova è tornata Consiglio federale in rappresentanza di Tuva.

## Vita privata
Nel 1980 ha sposato il politico Anatolij Aleksandrovič Sobčak, morto nel 2000, dal quale ha avuto una figlia: Ksenija, anch'ella conduttrice televisiva e politica.